# Comedia humanística
La comedia humanística es un género literario de carácter didáctico. Nacida en el seno del humanismo con intenciones pedagógicas, la comedia humanística se escribía en latín, la lengua del humanismo en el Renacimiento. 

## Características principales
Este género surge en el siglo XV y se cultivó en la época de transición entre la Edad Media y el Renacimiento.
- Se trata de obras dialogadas en prosa, pensadas para la lectura, no para la representación, que tratan temas de actualidad, con interés especial por las clases humildes y por lo pintoresco de la vida cotidiana.
- Manejan el diálogo, que es la estructura clave, con una buena técnica literaria y riqueza de recursos expresivos.
- El argumento es sencillo y se desarrolla lentamente a partir del diálogo con pocas o ninguna acotación. El manejo del tiempo y del espacio es muy flexible por no estar pensadas para ser representadas.
- En su mayoría tienen, como en el caso de la comedia latina, un final feliz y agradable al público, acorde con la intención didáctica. No en vano los antecedentes de esta comedia humanística hay que buscarlos en las comedias latinas de Plauto y Terencio. También existe una comedia humanística dedicada al género dramático. Este tipo de comedia no tiene por qué tener un final feliz para el público ni está protagonizado por gente de clase baja.

Entre sus principales obras destaca La Celestina como obra de la comedia humanística, escrita por Fernando de Rojas. 
- Datos: Q3527558